# Helvétisme
Ne doit pas être confondu avec Hellénisme.
De manière générale, le terme d’helvétisme désigne un comportement, une idée, une tournure ou une expression typiques de la Suisse. Il peut avoir des acceptions diverses, suivant son emploi en linguistique, en littérature ou en politique. 

## En linguistique
En linguistique allemande, le terme désigne des variations, essentiellement lexicales mais parfois aussi grammaticales, particulières à l'emploi de l'allemand en Suisse, et souvent introuvables en Allemagne et en Autriche. Les helvétismes ne doivent pas être confondus avec les différents dialectes suisses-alémaniques. Si ceux-ci sont souvent à l'origine des helvétismes, le terme ne désigne absolument pas les formes dialectales, mais bien des usages pratiqués dans ce que l'on appelle l'allemand standard suisse (Schweizerhochdeutsch), parlé, enseigné et écrit en Suisse.

### Lexicologie
En allemand, un exemple d'helvétisme est l'usage de nombreux mots français (Café-Crème, grillieren pour grillen, parkieren, touchieren, Coiffeur, Adieu, Voilà, Spital Salut, etc.). Mais de nombreux autres helvétismes n'ont aucune origine francophone (Rüebli, Nüsslisalat, Murmeltier…).

### Orthographe
Dans le domaine orthographique, l'helvétisme le plus notable est l'absence totale d'emploi du ß (Eszett [ɛsˈt͜sɛt]), qui se retrouve toujours orthographié ss en Suisse. Cette graphie a été adoptée même dans la presse officielle et dans l'enseignement, alors qu'en Allemagne et en Autriche les règles orthographiques exigent l'emploi du ẞ après une voyelle longue. Déjà quasiment abandonné depuis le début du XXe siècle par la presse suisse, la Neue Zürcher Zeitung, dont le lectorat s'étend pourtant largement au-delà des frontières suisses, y renonce définitivement en 1974.

### En Suisse romande
Un helvétisme peut aussi désigner les variations particulières à l'usage du français en Suisse romande,,,,. On parle aussi de romandisme.
Dans les romandismes, on retrouve des mots allemands (poutzer ->nettoyer, schmolitz, ersatz, witz, stanz), des expressions traduites de l'allemand (tenir les pouces à quelqu'un), voire des constructions syntaxiques calquées sur celles de l'allemand (attendre « sur » quelqu’un). D'autres expressions n'ont aucune racine germanique et proviennent certainement des parlers locaux arpitans (cheni ->désorde, panosse, tablard ->benet/béta).
Une autre catégorie de romandismes est composée de formes autrefois considérées comme totalement régulières, mais qui ont été expulsées à un certain moment des usages de la langue française en France. L'exemple le plus célèbre est le maintien des septante, huitante, nonante. Pendant des siècles ces formes avaient cohabité avec les soixante-dix et quatre-vingt, jusqu'à ce que, en 1647, le grammairien français Vaugelas les condamne. Elles se maintiendront dans les régions francophones extérieures au royaume de France, dont la Belgique, la Suisse et le Canada.

## En littérature
Le terme désigna également un courant littéraire suisse du XVIIIe siècle qui tendait à unifier et à transcender les différents mouvements littéraires du pays. Le courant s'était incarné dans la Société helvétique, fondée en 1761 et dissoute en 1848.
En 1914, une Nouvelle Société helvétique est fondée, avec pour objectif de transcender les différences internes à la Suisse et d'affirmer son identité, aussi bien sur les plans culturels et littéraires que sur le plan politique. Ses principaux représentants sont, en Suisse allemande, Carl Spitteler et, en Suisse romande, Robert de Traz, Alexis François et Gonzague de Reynold.

## En politique
Le terme « helvétisme », employé dans le domaine des idées politiques, désigne une certaine conception de la Suisse, élaborée par l'écrivain et historien suisse Gonzague de Reynold. Dans l'histoire suisse, la Constitution de 1848 n'aurait joué qu'un rôle secondaire, très exagéré par les Radicaux (libéraux), par rapport à l'esprit du Pacte originel. Suivant la conception helvétiste, l'existence de la Suisse est à placer dans la continuité pluriséculaire de l'alliance jurée entre des communautés d'hommes libres. Reynold rejette l'idée d'un peuple suisse unique, pour revendiquer la fidélité entre des peuples différents, mais unis. La Suisse, comme l'Autriche, point de rencontre entre le christianisme, les peuples latins et les peuples germaniques, incarnerait ainsi une survivance du Saint-Empire romain germanique,. 
C'est à l'aube de la Première Guerre mondiale que des intellectuels suisses, dont Gonzague de Reynold, Carl Spitteler, Robert de Traz et Alexis François, se regroupent face à  un contexte qui voyait se développer nombre de tensions entre Suisse. En effet, l'opinion publique en Suisse allemande est particulièrement favorable à la politique allemande, tandis que les Suisses romands se sentent souvent politiquement proches de la France. Ces intellectuels ressentent donc le besoin de réaffirmer, et de redéfinir, l'identité suisse. En 1914, ils fondent donc la Nouvelle Société helvétique, avec pour objectif  de fortifier le sentiment et l'unité nationales et de « préparer la Suisse de l'avenir ». L'association sera le creuset du nouvel helvétisme politique et littéraire. 

### La défense spirituelle
L'helvétisme politique trouve son heure de gloire lors du lancement de la « défense spirituelle ». Le Conseiller fédéral Philipp Etter, par exemple, s'inspire directement des idées de Gonzague de Reynold, lorsque, en décembre 1938, il publie, au nom du Conseil fédéral, un long message pour annoncer le lancement d'une nouvelle politique culturelle, centrée sur l’affirmation de la conscience suisse. Philippe Etter, responsable du Département de l'Intérieur, ne cache d'ailleurs pas sa vision corporative de la démocratie. De nombreuses initiatives vont être développées pour redonner vigueur à la volonté morale et à la conscience suisse : l'association Armée et Foyer, l'Exposition nationale de 1939 (la Landi), la fondation Pro Helvetia.

### XXIesiècle
Actuellement, cet helvétisme politique est défendu par le mouvement identitaire Résistance Helvétique[source insuffisante],.